# Nitrovegyületek

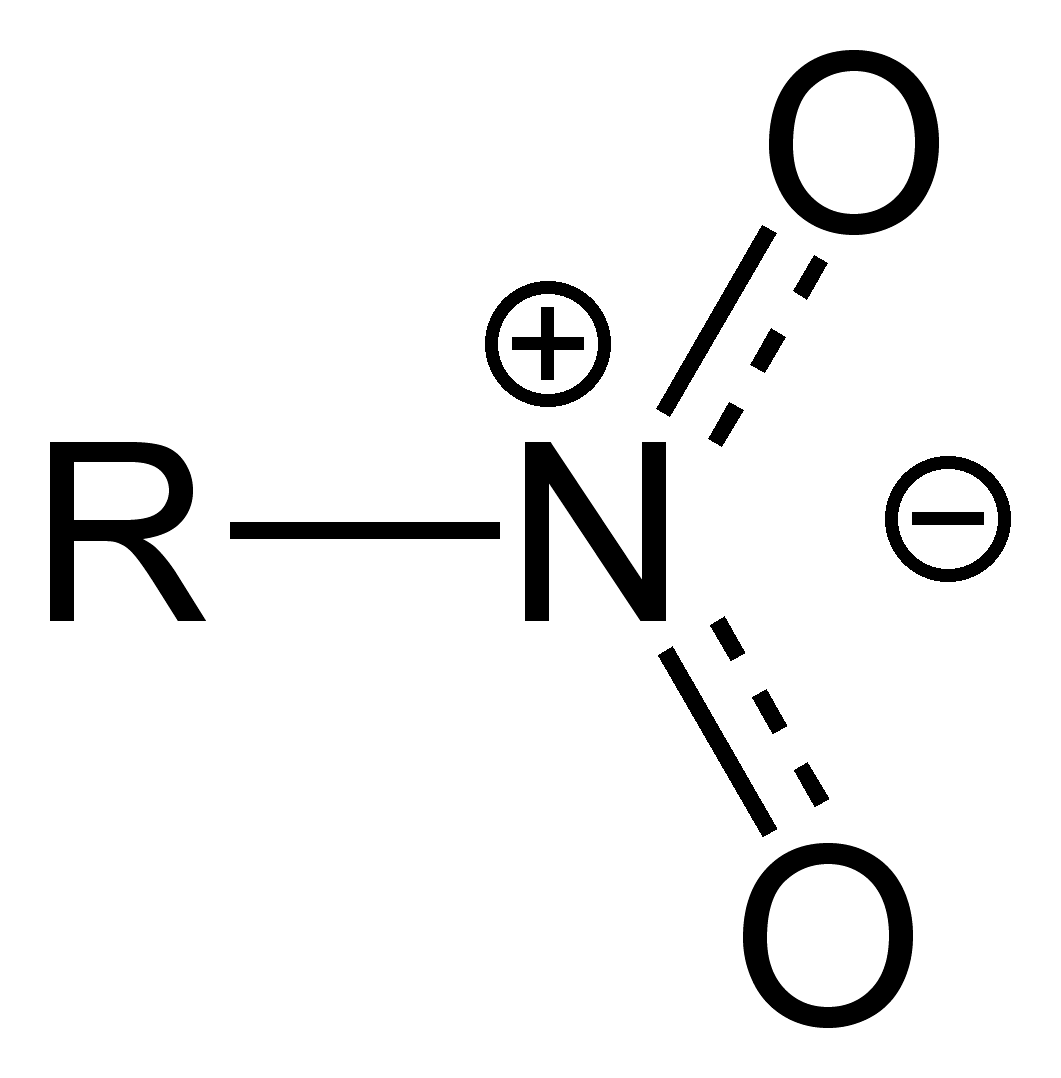
A nitrocsoport szerkezete

A nitrovegyületek olyan szerves vegyületek, amelyek egy vagy több nitrocsoportot (–NO2) tartalmaznak. A nitrovegyületek  gyakran robbanásra hajlamosak, különösen a több nitrocsoportot tartalmazó származékok és a szennyezett anyagok. A nitrovegyületek világszerte a robbanószerek egyik legelterjedtebb csoportját alkotják.
Az aromás nitrovegyületek szintézisét – a megfelelő szerves molekulából kiindulva – jellemzően salétromsav és kénsav keverékének (nitrálósav) felhasználásával végzik. A nitrovegyületek közé tartozik például a trinitrofenol (pikrinsav), a trinitrotoluol (TNT) és a trinitrorezorcin (sztifninsav).

## Természetes előfordulásuk
A klóramfenikol a természetben ritkán előforduló nitrovegyületek egyik példája. A 2-nitrofenol a kullancsok aggregációs feromonja. Csak két természetes alifás nitrovegyület ismert, ezek a gombákban és növényekben (pl. indigofera) megtalálható 3-nitropropionsav, valamint a nitropentadekán, mely a termeszekben fordul elő.
Számos flavin-dependens enzim képes arra, hogy az alifás nitrovegyületekből oxidáció révén kevésbé toxikus aldehideket és ketonokat hozzon létre. A nitroalkán oxidáz és 3-nitropropionát oxidáz kizárólag alifás nitrovegyületeket oxidál, más enzimeknek azonban, például a glükóz oxidáznak, más fiziológiás szubsztrátumai vannak.

## Előállításuk
Nitrovegyületek előállítására számos szerves kémiai szintézis ismert.

### Alifás nitrovegyületek
- Nitrometánt, nitroetánt és nitropropánt iparilag propán salétromsavval végzett gázfázisú reakciójával állítanak elő.
- Laboratóriumban  leggyakrabban alkil-jodidok és nátrium-nitrit reakciójával állítják elő. A reakció során melléktermékként alkil-nitrit is képződhet, ennek mennyisége a reakciókörülményektől függ.[2]

{\displaystyle \mathrm {R\!-\!I+NaNO_{2}\rightarrow R\!-\!NO_{2}+NaI} }
Nitrometán laboratóriumban nátrium-klóracetát és nátrium-nitrit reakciójával állítható elő, melléktermékként nátrium-hidrogén-karbonát és nátrium-klorid keletkezik:
{\displaystyle \mathrm {ClCH_{2}\!-\!COONa+NaNO_{2}\ {\xrightarrow[{\ -NaCl\ }]{\ }}O_{2}NCH_{2}\!-\!COONa\ {\xrightarrow[{-CO_{2}}]{\Delta }}\ \left[O_{2}N\!-\!CH_{2}\right]^{\circleddash }Na^{\oplus }\ {\xrightarrow[{\ -NaOH\ }]{H_{2}O}}\ CH_{3}NO_{2}} }

### Aromás nitrovegyületek
- A klasszikus elektrofil szubsztitúciós reakció során a salétromsavból kénsav hatására nitrilkation (NO+2, régebbi nevén nitróniumion) keletkezik, amely az aromás vegyületekkel reakcióba lépve nitrálja azokat.
- Egy klasszikus, halogénezett fenolokból kiinduló módszer a Zinke-féle nitrálás.
- Primer aromás aminok esetén diazóniumsó képzésével, majd azt követően nátrium-nitrittel réz(I)-oxid jelenlétében végzett reakcióval (Sandmeyer-reakció) az aminocsoport nitrocsoporta cserélhető.[3]

## Reakcióik
A nitrovegyületek több szerves reakcióban részt vesznek.

### Alifás nitrovegyületek
- Alifás nitrovegyületek vassal és sósavval végzett reakcióval aminokká redukálhatók (Béchamp-redukció)
- A nitronsavak az alifás nitrovegyületek tautomerje.
- Nitrovegyületek sóinak hidrolízise aldehideket vagy ketonokat eredményez (Nef-reakció)
- A nitrometán 1,2-addícióval aldehidekre addícionálódik (nitroaldol-reakció)
- A nitrometán – mint Michael-donor – alfa-béta telítetlen karbonilvegyületekkel 1,4-addíciós reakcióba lép (Michael-reakció)
- A nitroetilén az enolátokkal végbemenő Michael-reakciókban Michael-akceptorként vesz részt
- A nátrium-nitrit (NaNO2) nukleofil alifás szubsztitúciós reakciókban helyettesíti az alkil-halogenideket. Az Edmund ter Meerről (1876) elnevezett ter Meer reakcióban[4] a reaktáns egy 1,1-halogén-nitroalkán:

Egy tanulmányban az alábbi reakciómechanizmust javasoltak: az első lassú lépésében az 1 nitroalkán egy proton ad le a 2 karbanion képződése közben, melyből protonálódással a 3 nitronát keletkezik, végül a klór nukleofil kicserélődése megy végbe, melynek kísérletileg megfigyelt hidrogén kinetikai izotópeffektusa 3,3. Ha ugyanezt a reaktánst kálium-hidroxiddal reagáltatjuk, a reakció terméke az 1,2-dinitro dimer lesz.

### Aromás nitrovegyületek
- Aromás nitrovegyületek platina katalizátor felett végzett hidrogénes redukciója során anilinek keletkeznek. Ennek a reakciónak egy variációja, amikor dimetilaminoarén keletkezik palládium-csontszén katalizátor és formaldehid felhasználásával:[7]

- A Leimgruber–Batcho-, Bartoli- és Baeyer–Emmerling-féle indolszintézis aromás nitrovegyületekből indul ki.
- orto-nitrobenzaldehid és aceton erősen bázisos körülmények között végzett kondenzációs reakciójával indigó szintetizálható (Baeyer–Drewson-indigószintézis)[8]
- A nitrocsoportok jelenléte – az erős elektronszívó hatás miatt – elősegíti a aromás nukleofil szubsztitúciót.

## Fordítás
Ez a szócikk részben vagy egészben a Nitro compound című angol Wikipédia-szócikk ezen változatának fordításán alapul.  Az eredeti cikk szerkesztőit annak laptörténete sorolja fel. Ez a jelzés csupán a megfogalmazás eredetét és a szerzői jogokat jelzi, nem szolgál a cikkben szereplő információk forrásmegjelöléseként.